# All Access
All Access é um álbum de clipes e Making Of da banda norte-americana Backstreet Boys lançado em 1998.
O álbum foi lançado também em formato VHS.

## Lista de faixas
| N.º            | Título                                                             | Compositor(es)              | Diretor         | Duração |  |
| 1.             | "The Making of "Everybody (Backstreet's Back)"                     |                             | Michael L. Slee |         |  |
| 2.             | "Everybody (Backstreet's Back)" (Extended Dance Mix with Dialogue) | Denniz Pop Max Martin       | Joseph Kahn     |         |  |
| 3.             | "On The Set of "As Long as You Love Me"                            |                             | Michael L. Slee |         |  |
| 4.             | "As Long as You Love Me"                                           | Martin                      | Nigel Dick      |         |  |
| 5.             | "All I Have to Give" (Sneak Preview)                               | Full Force                  | Dick            |         |  |
| 6.             | "Quit Playing Games (With My Heart)"                               | Martin Herbie Crichlow      | Kai Sehr        |         |  |
| 7.             | "Get Down (You're The One For Me)" / "Anywhere For You" (ao vivo)  | /                           |                 |         |  |
| 8.             | "I'll Never Break Your Heart" (ao vivo)                            | Eugene Wilde Albert Manno   |                 |         |  |
| 9.             | "We've Got It Goin' On"                                            | Pop Martin Herbert Crichlow | Lionel Martin   |         |  |
| Duração total: | Duração total:                                                     | Duração total:              | Duração total:  | 78:00   |  |